# 라인-마인 S반 1호선
라인-마인 S반 1호선(독일어: Rhine-Mine S1)는 독일 헤센주 비스바덴의 비스바덴 중앙역부터 오펜바흐 군의 뢰더마르크 오버로덴 역까지를 마인강을 따라 동서 방향으로 잇는 라인-마인 S반의 광역 전철 노선이다. 노선 안내 색상은 파란색()이며, 독일철도의 시각표 번호는 645.1이다.
라인-마인 S반 노선 중에서는 가장 긴 노선으로, 72.1 km, 32개역에 약 87분이 소요된다.

## 역사
S반 1호선은 최초의 라인-마인 S반 체계를 구성하던 6노선의 하나였다. 최초의 시험운행은 비스바덴 중앙역부터 프랑크푸르트 중앙역까지에서 이루어졌으며, 초창기에는 이 시험운행편에 접두문자 "R"(Regional)을 붙여 R1으로 표기하였다. 이후 프랑크푸르트 도심 터널선이 하웁트바헤 역까지 연장되면서 S1로 명명되었으며, 이후 1983년, 1990년에 걸쳐 프랑크푸르트 남역까지 운행이 연장되었다. 그러다가 1992년에 뮐베르크 역 방향으로 프랑크푸르트 도심 터널선의 지선이 개통되면서 남역 대신 오펜바흐 도심 터널선을 경유해 오펜바흐 동역까지 운행하는 경로로 변경되었다. 현재의 운행 형태를 띠게 된 것은 2003년이며, 로드가우 선이 S반 체계에 편입되면서 뢰더마르크 오버로덴 역까지 연장되었다.
- 1974년 - 시험 운행 시작. R1으로 안내되었으며 비스바덴 중앙역과 프랑크푸르트 중앙역을 포함해 12개의 역에서 운행을 시작하였다.
- 1978년 - 프랑크푸르트 도심 터널선이 하웁트바헤 역까지 개통되면서 S1으로 명명됨. 14개 역 운행.
- 1983년 - 프랑크푸르트 도심 터널선이 콘슈타블러바헤 역까지 연장되며 15개 역 운행.
- 1990년 - 프랑크푸르트 도심 터널선이 프랑크푸르트 남역까지 연장되어 18개 역을 운행함.
- 1992년 - 프랑크푸르트 도심 터널선 뮐베르크 방면 지선이 개통되면서 프랑크푸르트 남역까지의 운행은 종료되고, 뮐베르크 역까지 17개역 간을 운행하게 됨.
- 1995년 - 오펜바흐 도심 터널선이 개통되면서 오펜바흐 동역까지 운행이 연장됨. 21개 역 운행.
- 2003년 - 로드가우 선이 S반에 편입되며 뢰더마르크 오버로덴 역까지 연장 운행 개시. 32개 역 운행.

## 운영
낮 시간대에는 30분 간격으로 전 구간을 운행하는 열차가 다니며, 평일 출퇴근 시간대에는 호흐하임 역이나 회흐슈트 역, 오펜바흐 동역 발착의 구간 열차도 운행되며 시격을 좁힌다. 토요일에는 프랑크푸르트 도심 터널선 방향의 프랑크푸르트 중앙역 지하가 아닌 프랑크푸르트 중앙역의 지상부에서 발착하는 셔틀 열차도 운행된다.

### 차량
- 독일철도 423형 전동차
- 독일철도 430형 전동차

#### 과거 운행되었던 차량
- 독일철도 420형 전동차

## 역 목록
전 구간 헤센주 소재.
| 노선                     | 역명                      | 독일어 역명                                                     | 접속 노선 | 역간 거리 | 누적 거리      | 소재지             |
| ------------------------ | ------------------------- | --------------------------------------------------------------- | --- | --------- | -------------- | ------------------ |
| 타우누스 철도선          | 비스바덴 중앙             | Wiesbaden Hauptbahnhof                                          | 장거리 열차 (ICE · IC) · RE · RB (브렉켄하임-비스바덴 선 · 레흐테 라인 선 · 랜트헤스 선)                                                                                            | -         | 0.0            | 비스바덴           |
| 타우누스 철도선          | 비스바덴 동               | Wiesbaden Ost                                                   | 라인-마인 S반 8호선 (마인츠 접속선) | 3.4       | 3.4            | 비스바덴           |
| 타우누스 철도선          | 마인츠-카슈텔             | Mainz-Kastel                                                    | 라인-마인 S반 9호선 (마인츠 접속선) | 4.4       | 7.8            | 비스바덴           |
| 타우누스 철도선          | 호흐하임                  | Hochheim (Main)                                                 | | 5.0       | 12.8           | 마인-타우누스 군   |
| 타우누스 철도선          | 플뢰르스하임              | Flörsheim (Main)                                                | | 6.5       | 19.3           | 마인-타우누스 군   |
| 타우누스 철도선          | 에더스하임                | Eddersheim                                                      | | 3.0       | 22.3           | 마인-타우누스 군   |
| 타우누스 철도선          | 하터스하임                | Hattersheim (Main)                                              | | 4.0       | 26.3           | 마인-타우누스 군   |
| 타우누스 철도선          | 진틀링엔                  | Frankfurt-Sindlingen                                            | | 2.7       | 29.0           | 프랑크푸르트암마인 |
| 타우누스 철도선          | 회흐슈트 파르브베르케     | Frankfurt-Höchst Farbwerke                                      | 라인-마인 S반 2호선 (마인-란 선) | 1.8       | 30.8           | 프랑크푸르트암마인 |
| 마인-란 선               | 회흐슈트                  | Frankfurt-Höchst                                                | 타우누스 철도선 · 쾨니히슈타이너 선 · 조데너 선 | 1.1       | 31.9           | 프랑크푸르트암마인 |
| 마인-란 선               | 니트                      | Frankfurt-Nied                                                  | | 2.0       | 33.9           | 프랑크푸르트암마인 |
| 마인-란 선               | 그리스하임                | Frankfurt-Nied                                                  | | 2.8       | 36.7           | 프랑크푸르트암마인 |
| 마인-란 선               | 프랑크푸르트 중앙         | Frankfurt (Main) Hauptbahnhof                                   | 장거리 열차 (ICE · IC) · RE · RB (마인-넥카 철도선 · 타우누스 철도선 · 홈부르크 선 · 마인-베저 선 · 마인 선) 라인-마인 S반 3 · 4 · 5 · 6 · 7 · 8 · 9호선 프랑크푸르트 U반 4 · 5호선 | 4.5       | 41.2           | 프랑크푸르트암마인 |
| 프랑크푸르트 도심 터널선 | 프랑크푸르트 중앙         | Frankfurt (Main) Hauptbahnhof                                   | 장거리 열차 (ICE · IC) · RE · RB (마인-넥카 철도선 · 타우누스 철도선 · 홈부르크 선 · 마인-베저 선 · 마인 선) 라인-마인 S반 3 · 4 · 5 · 6 · 7 · 8 · 9호선 프랑크푸르트 U반 4 · 5호선 | 4.5       | 41.2           | 프랑크푸르트암마인 |
| 타우누잔라게             | Frankfurt Taunusanlage    |                                                                 | 0.8 | 42.0      |                | 프랑크푸르트암마인 |
| 하웁트바헤               | Frankfurt Hauptwache      | 프랑크푸르트 U반 1 · 2 · 3 · 6 · 7 · 8호선                      | 0.8 | 42.8      |                | 프랑크푸르트암마인 |
| 콘슈타블러바헤           | Frankfurt Konstablerwache | 프랑크푸르트 U반 4 · 5 · 6 · 7호선                              | 0.6 | 43.4      |                | 프랑크푸르트암마인 |
| 오스트엔트슈트라쎄       | Frankfurt Ostendstraße    | 라인-마인 S반 3 · 4 · 5 · 6호선 (프랑크푸르트 도심 터널선 본선) | 0.8 | 44.2      |                | 프랑크푸르트암마인 |
| 뮐베르크                 | Frankfurt Mühlberg        |                                                                 | 1.4 | 45.6      |                | 프랑크푸르트암마인 |
| 뮐베르크                 | Frankfurt Mühlberg        | 오펜바흐 도심 터널선                                            | 1.4 | 45.6      |                | 프랑크푸르트암마인 |
| 카이저라이               | Offenbach-Kaiserlei       |                                                                 | 2.7 | 48.3      | 오펜바흐암마인 |                    |
| 레더무조임               | Offenbach Ledermuseum     |                                                                 | 0.9 | 49.2      | 오펜바흐암마인 |                    |
| 마르크트플라츠           | Offenbach Marktplatz      |                                                                 | 1.0 | 50.2      | 오펜바흐암마인 |                    |
| 오펜바흐 동              | Offenbach-Ost             | 라인-마인 S반 8 · 9호선 (프랑크푸르트-하나우 선)                | 1.5 | 51.7      | 오펜바흐암마인 |                    |
| 오펜바흐 동              | Offenbach-Ost             | 라인-마인 S반 8 · 9호선 (프랑크푸르트-하나우 선)                | 1.5 | 51.7      | 오펜바흐암마인 | 로트가우 선        |
| 비버                     | Offenbach-Bieber          | 라인-마인 S반 2호선 (오펜바흐-비버-디첸바흐 선)                 | 2.7 | 54.4      | 오펜바흐암마인 |                    |
| 오펜바흐 발트호프        | Offenbach-Waldhof         |                                                                 | 1.4 | 55.8      | 오펜바흐 군    |                    |
| 오베르츠하우젠           | Obertshausen              |                                                                 | 2.5 | 58.3      | 오펜바흐 군    |                    |
| 로트가우 바이스키르헨    | Rodgau-Weiskirchen        |                                                                 | 2.9 | 61.2      | 오펜바흐 군    |                    |
| 로트가우 하인하우젠      | Rodgau-Jügesheim          |                                                                 | 1.4 | 62.6      | 오펜바흐 군    |                    |
| 로트가우 유게스하임      | Rodgau-Jügesheim          |                                                                 | 1.6 | 64.2      | 오펜바흐 군    |                    |
| 로트가우 두덴호펜        | Rodgau-Dudenhofen         |                                                                 | 1.8 | 66.0      | 오펜바흐 군    |                    |
| 로트가우 니더로덴        | Rodgau-Nieder-Roden       |                                                                 | 1.9 | 67.9      | 오펜바흐 군    |                    |
| 로트가우 롤발트          | Rodgau-Rollwald           |                                                                 | 2.0 | 69.9      | 오펜바흐 군    |                    |
| 뢰더베르크 오버로덴      | Rödermark-Ober-Roden      | 드라이아이히 선                                                 | 2.2 | 72.1      | 오펜바흐 군    |                    |

## 같이 보기
- 라인-마인 S반